# Rebecca Grant (Schauspielerin, 1982)

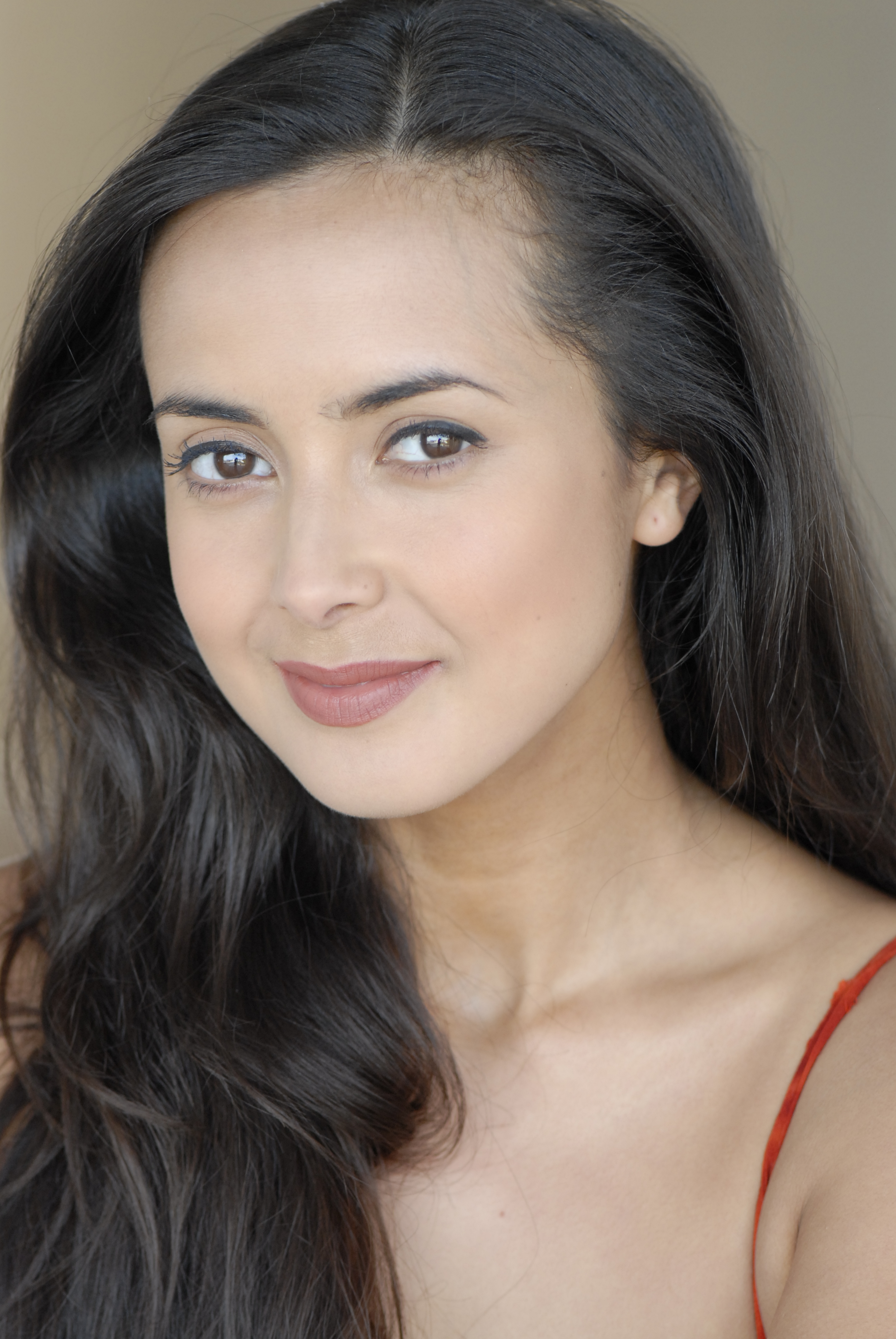
Rebecca Grant

Rebecca Grant (* 1982 in Nottingham, Nottinghamshire als Rebecca Helena Grant de Longueuil) ist eine britische Schauspielerin, Sängerin und Tänzerin mit spanischen und asiatischen Wurzeln.

## Leben
Grants britischer Vater, Michael Grant, zwölfter Baron de Longueuil, ist ein pensionierter Arzt, Hypnotiseur und Adeliger. Ihre Mutter Isabel wanderte von den Philippinen nach Großbritannien aus. Grant hat zwei ältere Schwestern namens Angela (ein Model) und Rachel (ebenfalls Schauspielerin) sowie einen jüngeren Bruder namens David-Alexander. Sie ist mit dem britischen Königshaus verwandt, da ihre Großmutter, Ernestine Maude Bowes-Lyon, die Cousine von Elizabeth Bowes-Lyon ist.
Außerdem ist sie eine Nachkommin der Familie Rothschild.

## Filmografie (Auswahl)
- 2001: Flipside (Kurzfilm)
- 2001: The Way We Live Now (Miniserie)
- 2007: Kristina (Fernsehfilm)
- 2008–2010: Holby City (Fernsehserie, 97 Episoden)